# Cutberto Mayne
CuTbert Mayne, Cuthbert Mayne  o Cutberto Mayne, fue un presbítero inglés, martirizado bajo las órdenes de la reina Isabel I de Inglaterra, siendo el primer mártir, miembro del Colegio de los Ingleses de Douai, Países Bajos Españoles. 
Fue detenido en la casa de su protector Francisco Tregian. Su martirio fue ocasionado por la publicación que Mayne hizo de una Carta Apostólica, en tiempos donde ser católico era ilegal en el Reino Unido. 
Es conmemorado el 30 de noviembre.